# Calendario cívico

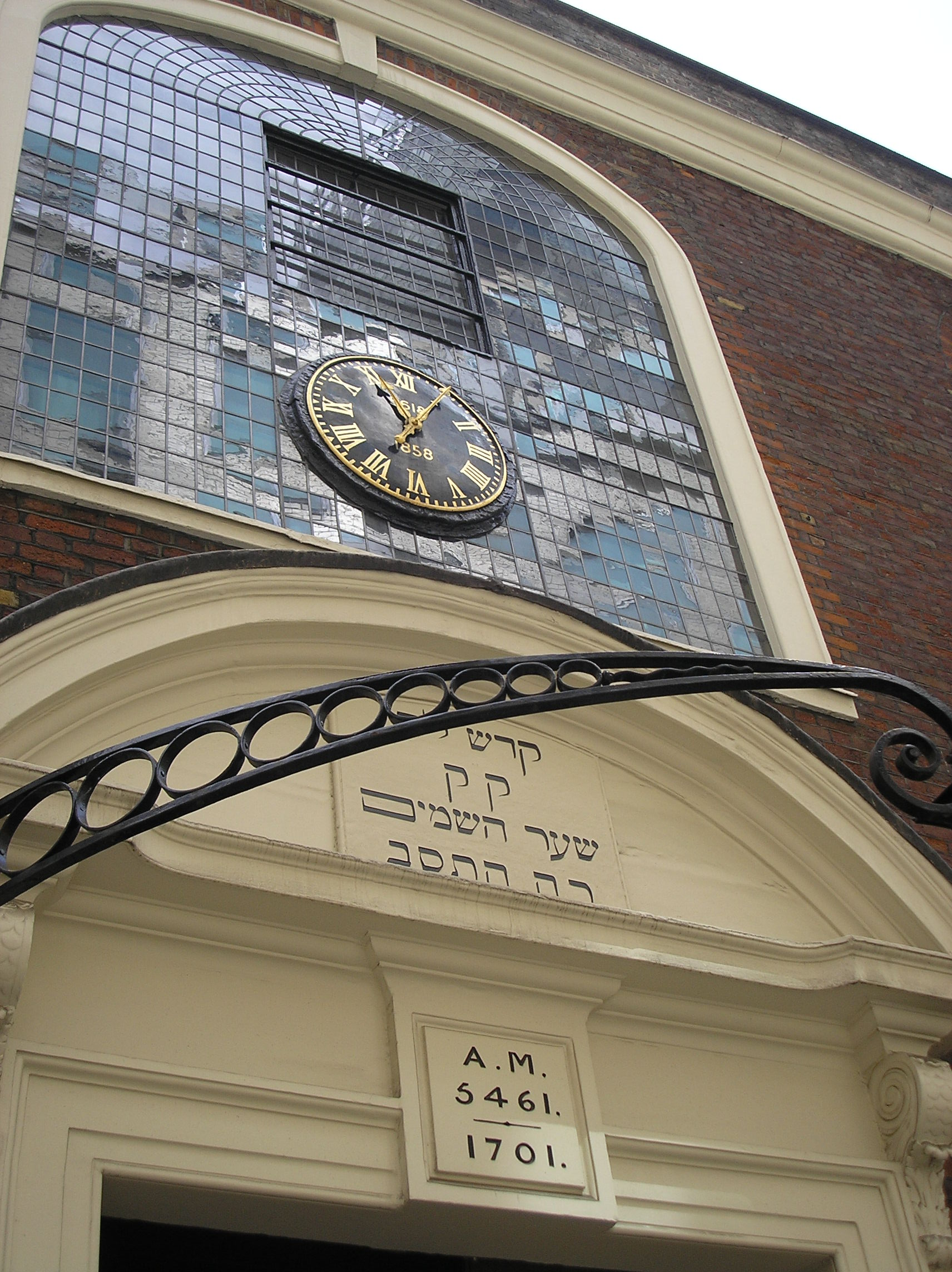
Calendario cívico.

Un calendario cívico es el que se utiliza en determinado país con propósitos civiles, oficiales o administrativos. Es aquel que señala las fechas que conmemoran los acontecimientos históricos que se encuentren en la memoria colectiva de los ciudadanos de una nación. Es el que utilizan de manera común los individuos y las corporaciones para propósitos generales.
El calendario civil más difundido y estandarizado internacionalmente es el calendario gregoriano. A pesar de su asociación con la iglesia católica y el papado, ha sido adoptado con fines prácticos por diversos países laicos y no cristianos. 
Usualmente uno o varios calendarios son utilizados simultáneamente al calendario civil. Por ejemplo, algunas religiones como el cristianismo, judaísmo e islam, tienen festividades con fechas fijas en sus propios calendarios pero que varían respecto al calendario civil. La Navidad es la más conocida festividad cristiana con fecha fija en el calendario civil..

## Calendarios civiles alrededor del mundo.
Algunos países utilizan otros calendarios junto con el gregoriano: Arabia Saudita (calendario musulmán), Etiopía y Eritrea (calendario etíope), Irán y Afganistán (calendario persa), Bangladés (calendario bengalí), India (calendario nacional indio) e Israel (calendario hebreo). Otros países utilizan versiones modificadas del calendario gregoriano: Taiwán (calendario Minguó), Tailandia (calendario solar tailandés), Corea del Norte (calendario juche) y Japón (calendario japonés).